# André del Sarto (pièce de théâtre)
Pour les articles homonymes, voir Andrea del Sarto et Sarto.
André del Sarto est un drame en trois actes et en prose d'Alfred de Musset publié en 1833. Une nouvelle version fut éditée en 1851 comportant deux actes seulement et avec la fin changée à cause de la censure. 

## Personnages
- André del Sarto, peintre
- Cordiani, peintre et élève d'André
- Damien, peintre et élève d'André
- Lionel, peintre et élève d'André
- Césario, peintre et élève d'André
- Grémio, concierge
- Mathurin, domestique
- Jean, domestique
- Lucretia Del Fede, femme d'André
- Spinette, suivante
- Un médecin
- Peintres, valets, etc.

## Résumé de la version originale en trois actes

### Acte I

#### Scène I
Une nuit, le concierge Grémio est blessé par un homme qui sortait de la fenêtre de Lucrèce, la femme du peintre André del Sarto. Damien accourt à ses cris et lui dit qu'il a mal vu puis lui donne une bourse pour se taire et aller boire. Damien appelle Cordiani, celui-ci paraît. Damien lui reproche d'avoir une liaison avec Lucrèce. Au matin, au atelier à moitié vide (qui était plein d'élèves autrefois), Damien dit à André que Cordiani est absent à son cours de peinture, car il est malade. André regrette son absence : il dit que Cordiani est son plus fidèle ami.

#### Scène II
Dans la forêt, Grémio, réfléchit aux événements de la nuit. Entre André qui déplore son manque d'argent. André voit la blessure de Grémio, celui-ci tente de lui cacher la raison de la blessure, mais finit par tout lui avouer. André lui demande alors de se mettre en embuscade sous la fenêtre de Lucrèce la nuit prochaine.

#### Scène III
Lucrèce se prépare à recevoir Cordiani, mais André vient : il veut rester avec elle. Entre Cordiani qui perd contenance en voyant André et dit avoir voulu le chercher. On apprend alors que Grémio, qui était caché en embuscade, est mort et que le meurtrier est dans la maison. André le fait chercher. Il voit que sa main est tachée de sang, il comprend que c'est Cordiani le meurtrier : c'est le seul a lui avoir serré la main. Il fait cesser les recherches et demande à être seul.

### Acte II

#### Scène I
Damien et Cordiani se retrouvent le soir dans le jardin. Damien lui dit qu'André ne se doute de rien. Passent Lionel et Césario, les derniers élèves d'André. Lionel trouve André lâche car il a fait cesser les recherches et Césario dit vouloir aller chez un autre maître : il trouve que l'atelier de André est fini, car personne n'y va plus et il s'ennuie. Cordiani est seul, mais vient André qui lui déclare qu'il sait tout. Il ne le tuera pas, mais Cordiani doit partir. André retourne chez lui et Cordiani prépare son départ avec son valet, mais il décide sur le coup d'aller voir Lucrèce une dernière fois.

#### Scène II
Lucrèce, André, Lionel et Damien s'apprêtent à manger quand Spinette dit qu'un homme est dans la chambre de Lucrèce. C'est Cordiani. Le déshonneur d'André étant désormais public, André veut le combattre en duel et chasse Lucrèce de chez lui.

#### Scène III
Cordiani est blessé pendant le duel. Il part avec Lionel et Damien pour se faire guérir. André, seul, pleure d'avoir tué Cordiani : la blessure semble profonde et il pense que Cordiani ne survivra pas. L'enterrement de Grémio passe. André se sent alors abandonné aussi bien de son fidèle serviteur que de ses élèves, de son meilleur ami et de sa femme.

### Acte III

#### Scène I
Cordiani est sur un banc devant la maison de la mère de Lucrèce, qui est absente. Lucrèce vient, elle voit Cordiani et s'inquiétant pour lui le fait entrer dans la maison. Un médecin vient. André arrive et voit Cordiani appuyé sur Lucrèce par la fenêtre. Il écrit un billet à Lucrèce, dit au concierge d'aller lui donner la réponse ensuite, puis rentre chez lui avec Lionel: il dit avoir acheté du poison.

#### Scène II
Des envoyés de France sont chez André. Il leur dit qu'il les a volé en détournant à son profit l'argent que le roi de France lui avait confié par leur entremise pour acheter des tableaux. Il leur donne les siens. Il est cependant inquiet et attend la réponse de son billet. Il dit à Mathurin de s'informer de l'état de Cordiani. Mathurin revient et dit que Cordiani est déjà guéri et qu'il est parti avec Lucrèce à cheval. André veut les suivre, mais il s'évanouit : il est épuisé. Il change d'avis et il demande une coupe de vin, dans laquelle il verse quelques gouttes d'un flacon: c'est le poison qu'il avait acheté. Il boit "à la mort des arts en Italie" et meurt.

#### Scène III
Mathurin a rejoint Lucrèce et Cordiani fuyants et leur dit : « Pourquoi fuyez-vous si vite ? La veuve d'André del Sarto peut épouser Cordiani. »

## Adaptations françaises
- 1941 : mise en scène Jean Debucourt, Comédie-Française[5]
- 1966 : mise en scène Michel Etcheverry, Nuits de Millau[6]
- 1995 : mise en scène Stanislas Foriel, théâtre des Célestins[7]
- 2006 : mise en scène Nathalie Mauger, Comédie de Saint-Étienne[8]
- 2008 : mise en scène Lionel Armand, Fabrik'Theatre[9],[10]